# Аноне Венето
Аноне Венето (итал. Annone Veneto) је насеље у Италији у округу Венеција, региону Венето.
Према процени из 2011. у насељу је живело 2730 становника. Насеље се налази на надморској висини од 6 м.

## Становништво
Према резултатима пописа становништва 2011. у општини је живело 3.976 становника.
| 1931. | 1936. | 1951. | 1961. | 1971. | 1981. | 1991. | 2001. | 2011. |
| ----- | ----- | ----- | ----- | ----- | ----- | ----- | ----- | ----- |
| 4.605 | 4.711 | 4.676 | 3.862 | 3.379 | 3.314 | 3.238 | 3.490 | 3.976 |

## Партнерски градови
- Аноне ди Бријанца
- Кастело ди Аноне